# Головной убор дожа Венеции

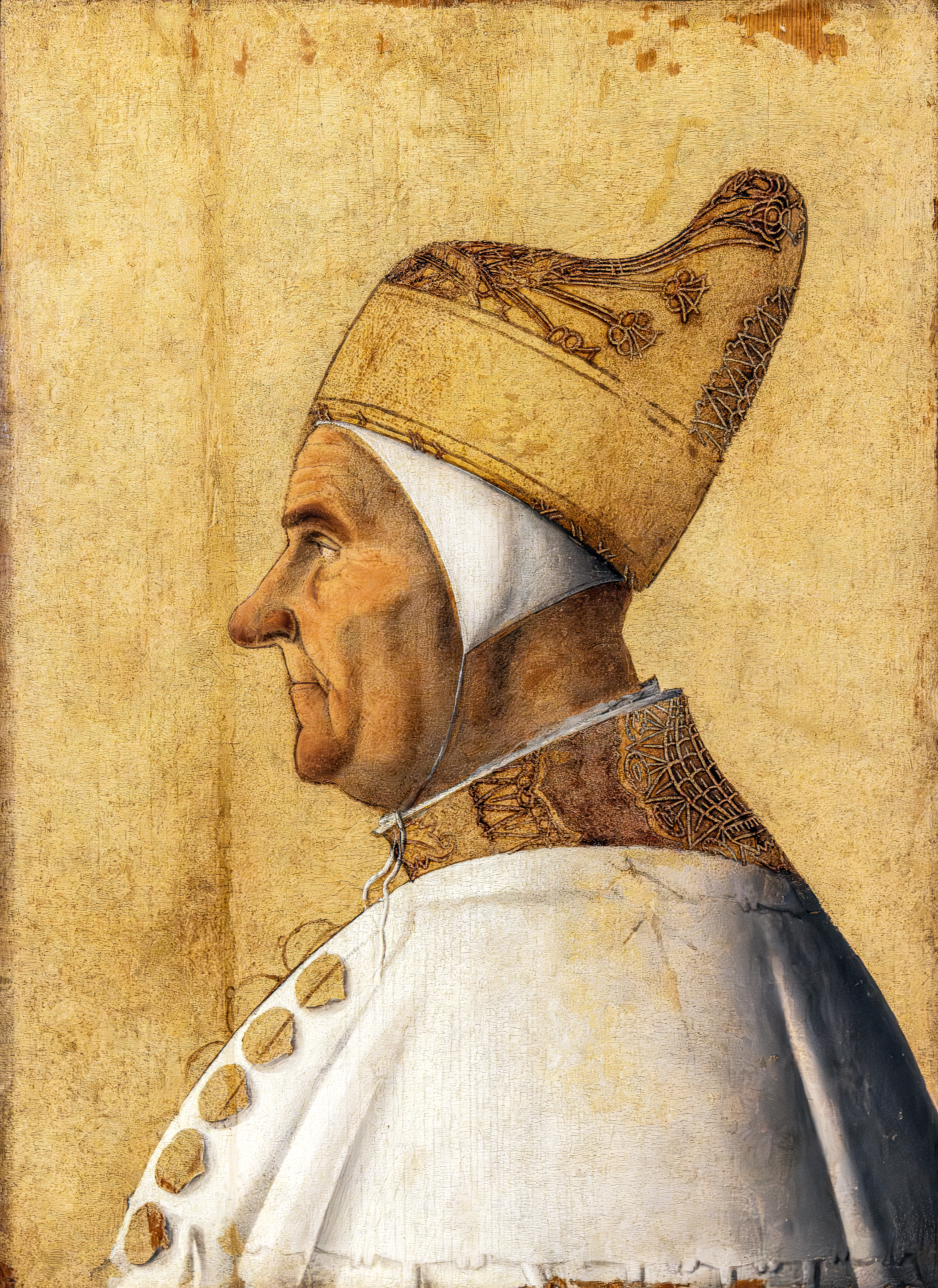
Дож Джованни Мочениго. Портрет работы Джентиле Беллини (ок. 1480). Темпера на холсте, музей Коррер, Венеция

Головной убор дожа Венеции (итал. Corno Ducale) — традиционная деталь одежды дожа Венецианской республики, выполнявшая геральдические функции, по аналогии с коронами и другими символами королевской власти в монархических государствах. Шапка имела форму рога, была жёсткой, изготавливалась из парчи.

## История
На венетском языке шапка дожа именуется «Zoia», что означает буквально «драгоценный камень». Упоминается в источниках как часть атрибутов дожа с XII века, в частности, во времена правления 45-го дожа Реньеро Дзено (ум.1268), но традиция её использования возникла, вероятно, гораздо раньше.
Форма и украшения шапки менялись с течением времени. Так, при Дзено шапка была обита малиновым бархатом и по периметру установлено золотое кольцо. Во время правления дожа Лоренцо Чельси (1361—1365) на шапку был добавлен золотой крест. Ещё одна трансформация шапки произведена в XV веке, при правлении дожа Николо Марчелло (1473—1474).
В 1574 году на шапку были добавлены алмазы, преподнесённые французским королём Генрихом III во время его визита в Венецию после бегства из Польши. Шапка была также украшена жемчугами, «чья красота и размер позволяли рассматривать шапку дожа как важнейшую часть казны».

## Описание

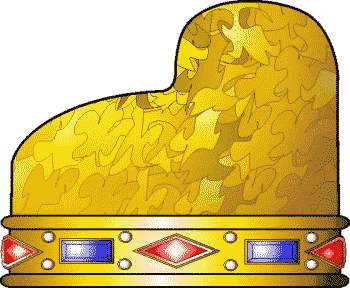
Шапка дожа

Вот как описывает головной убор дожа Монтескьё: 

Это высокий колпак, украшенный крупными жемчужинами и столь же крупными драгоценными камнями. Колпак блестит, ибо изготовлен из златотканой материи, на производстве которой специализировалась Венеция; золото лежит на нём в два слоя: это настоящее сокровище (zogia, как говорят венецианцы). Среди драгоценностей, украшающих золотой головной убор дожа, выделяются семьдесят редчайших сверкающих гемм (рубин, изумруд, алмаз и двадцать четыре жемчужины в форме капель).— Тень государя. Дата обращения: 2 июля 2017.

## Традиции
Каждый вновь избранный дож на церемонии вступления в должность получал шапку, которую надевал ему самый молодой член Большого совета со словами: «Accipe coronam ducalem, Ducatus Venetiarum» («Дож Венеции, прими шапку дожа»). Дож обязан был носить головной убор постоянно, при этом на особо торжественных церемониях (на Пасху, во время праздника Вознесения, на церемонии «обручения с морем») он носил «парадный» вариант шапки, а в других ситуациях «простую» бархатную шапку.
Ежегодно в Пасху дож возглавлял процессию от дворца дожей в Сан-Марко до женского монастыря Сан-Заккариа, где настоятельница монастыря вручала ему новую шапку, сшитую монахинями. Под шапку надевался белый льняной колпачок, закрывавший уши и завязанный под подбородком шнурком. Жан-Жак Руссо, иронизируя над этой деталью, сравнивал её c «женской причёской». Ношение такого колпачка было распространено у моряков того времени из-за сильных зимних и весенних ветров: колпачок защищал ухо и лицевой нерв от резких перепадов температуры при повышенной влажности. Для дожа колпачок выполнял важную церемониальную функцию: благодаря ему дож никогда не мог остаться с непокрытой головой, даже если оставался без шапки. По некоторым оценкам, этот колпачок также ассоциировался с головным убором древнегреческих архонтов. Исторически восходящие к фригийскому колпаку, такого типа шапки носились моряками на гребном флоте. Обладая повышенной жесткостью из-за плотного материала, она защищала от ударов головой в узком пространстве корабля. Смещенный назад конус колпака давал больше степеней свободы при повороте головы под балками палубы, а задняя возвышающаяся часть создавала необходимый микроклимат, дающий ровную температуру, предотвращающий потение и перегрев головы.
После захвата Венеции Наполеоном в 1797 году, последний дож Людовико Манин и Большой совет сложили полномочия, территория Венецианской республики была разделена между Францией и Австрией, институт дожей и связанные с ним традиции были упразднены и больше никогда не возобновлялись.